# William George Maton
William George Maton (Salisbury, 31 de janeiro de 1744 — Londres, 30 de março de 1835) foi um médico e botânico britânico.

## Biografia
Seu pai foi um mercador de vinho muito  conhecido. A paixão prematura de George Maton pela natureza  chamou a atenção do reverendo Thomas Rackett (1756-1840). Desde  cedo relacionou-se  com  Charles Hatchett (1765-1847), futuro químico, com quem manteve uma amizade durante toda a sua vida. Foi  graças a ele que Maton encontrou  o doutor Richard Pulteney (1730-1801), que  o persuadiu a   tornar-se médico.
Entrou no Queen's College de Oxford em julho de 1790. Frequentou os  cursos dos botânicos Aylmer Bourke Lambert (1761-1842) e John Sibthorp (1758-1796), tornando-se assistente deste último. Acompanhou-o durante suas coletas botânicas, que  permitiu Sibthorp  publicar  sua   Flora Oxoniensis.
Maton tornou-se membro da Sociedade Linneana de Londres  em 18 de março de 1794  com apenas 21 anos de idade.  Criou  uma relação de amizade com o botânico Sir   James Edward Smith (1759-1828). Interessado  pelos  moluscos , descreveu nas atas da Sociedade a sua primeira comunicação sobre o assunto, no mesmo ano da sua admissão.  Esta foi seguida por outras,  sempre sobre os moluscos atuais ou fósseis. Interessou-se também pela  história, sendo  um dos primeiros a fazer  um estudo preciso sôbre o monumento megalítico de Stonehenge.
Obtendo seu  título de doutor em medicina, entrou no Westminster Hospital sob a direção de Sir  Alexander Crichton (1763-1856). Uma das princesas da família real que residia em  Gloucester Lodge,  interessada pela botânica, descobre uma erva que não conhecia, a Calamagrostis epigejos (L.)  Roth,  em 1788. O fato chega ao conhecimento  da rainha  Carlota de Mecklenburgo-Strelitz (1744-1818) e ao Dr. Maton, chamado a corte para descrever a planta. Como consequência, após alguns anos, Maton torna-se  médico e confidente da  rainha Charlotte.
Em 1801, herda uma rica biblioteca de seu amigo Dr. Pulteney. Em 1805, concebe o plano da sua obra A General View of the Writings of Linnæus.  Em 1809, o exercício privado da medicina passou a ocupar muito do seu tempo obrigando-o a deixar as suas funções de médico no Westminster Hospital.
Vários dos seus artigos de medicina foram publicados nas principais revistas do seu tempo, como na Medical Transactions of the Royal College of Physicians of London e na The London Medical and Physical Journal.

## Fonte
- A Biographical Sketch of the Late William George Maton, M.D., notice nécrologique en anglais de John Ayrton Paris, Londres, 1838